# Quillacollo
Quillacollo – miasto w środkowej Boliwii, położone w zachodniej części kraju. Ludność: ok. 125 tys. mieszk. (2001). Targi tego miasta są znane. 
Quillacollo jest największym miastem bez uniwersytetu w Boliwii. Ludność rośnie szybko.